# Фауна Словаччини
Фауна Словаччини багата і різноманітна. На території країни живуть ведмеді, вовки, рисі, дикі коти, бабаки, видри, куниці і норки. Полювання заборонено в національних парках, і деякі тварини, такі як серна, захищені по всій країні. Ліси та низовини підтримують численних диких птахів, таких як куріпки, фазани, дикі гуси та качки. Захищені хижаки, лелеки та інші великі птахи.[джерело?]